# آناگل آناقلی‌یوا
آناگل آناقلی‌یوا (به روسی: Аннагуль АннаКулиева)، (به ترکمنی: Annagül Annakuliýeva) بازیگر سینما و خواننده سوپرانو اپرا، سال ۱۹۲۴ در عشق آباد، ترکمنستان شوروی به دنیا آمد. او جزو اولین خواننده زن اپرا در تاریخ ترکمستان بود که به شهرت بین‌المللی دست یافت.

## زندگی
آناگل آناقلی‌یوا اولین بار در سال ۱۹۴۱ کار خود را با خواندن آواز ترکمنی اپرا و باله تئاتر در عشق آباد آغاز نمود. او نخستین بار در نمایش تئاتر زهره و طاهر به عنوان نقش اصلی همچون ستاره‌ای درخشان استعداد و توانایی خود در اپرا ترکمنی را نشان داد.

### دوران حرفه‌ای
او بعدها توانست به صورت حرفه‌ای در سراسر اتحادیه جماهیر شوروی تئاتر و اپرا اجرا نماید. وی همچنین در تعدادی از فیلم‌های اتحاد جماهیر شوروی ظاهر شود که برخی از آن‌ها را شوهرش آلتی گارلیف کارگردانی آن را بر عهده داشت. آناقلی‌یوا در طول دوران اتحادیه جماهیر شوروی توانست موفقیت‌های زیاد و چشمگیری در صنعت اپرا و تئاتر و همچینن عنوان هنرمند خلق شوروی را بدست آورد.

### پس از استقلال ترکمنستان
در ۲۰۰۱ طی فرمان رئیس‌جمهوری وقت ترکمنستان صفرمراد نیازف به صورت رسمی اپرا ممنوع اعلام گشت با این حال پس از درگذشت نیازف، جانشین وی قربانقلی بردی‌محمدف این ممنوعیت را در سال ۲۰۰۸ لغو و فعالیت در حوزه اپرا را قانونی اعلام کرد.

### مرگ
آناگل آناقلی‌یوا پس از یک دوره بیماری سخت و طولانی در ۱۸ ژوئیه ۲۰۰۹ در سن ۸۴ سالگی در عشق‌آباد درگذشت.

## پانوشت
1. ↑  https://m.imdb.com/name/nm0030261/
2. 1 2 3 4 5  http://www.rferl.org/content/Famous_Turkmen_Opera_Singer_Dies_At_85/1781267.html